# 張丕德
張丕德（Peter Cheung，1966年11月10日—），綽號「籃球博士」，體育評述員。任職ESPN STAR Sports期間，主要負責旁述籃球、棒球、高爾夫球等體育賽事。
張在2010-11球季開始，於NOW Sports客串擔任NBA旁述；其後在2017-18球季於樂視體育香港擔任NBA旁述。張在2018-19球季開始，於ViuTV擔任NBA旁述。

## 職業生涯
張丕德於美國紐約長大，經常接觸北美各體育運動，因此對各項北美體育十分熟悉，90年代初獲簡而清引薦進入體育評述行列，加入ESPN負責籃球、美式足球、北美職棒及北美冰曲等粵語評述。1995年開始兼任香港亞洲電視NBA每週精選及「NBA地帶」等節目主持，並負責NBA總決賽及全明星賽等直播評述，與徐嘉樂之合作大受歡迎。2000年起則只擔任ESPN STAR Sports之評述工作，近年多負責籃球、北美職棒、高爾夫球及網球之評述。
由於張丕德之英文亦甚了得，故亦曾客串以英文旁述球賽，包括NBA全明星賽及海峽盃等籃球賽事。
張丕德亦曾為亞洲電視現場採訪1998年NBA全明星賽，並於1996、2000、2004及2008年分別於亞特蘭大、悉尼、雅典及北京現場採訪奧運會實況。於2004年雅典奧運第一時間現場訪問「中國欄王」劉翔，為其進行奪得金牌之首個採訪，2008年北京奧運則與徐嘉樂相隔多年後再次一同評述男子籃球決賽，令球迷回味無窮。
除評述工作外，近年亦曾於香港蘋果日報撰寫籃球專欄，於NBA球季期間每周刊出。
2010-11球季NOW Sports獲得NBA賽事直播權，張丕德每月回港再度與徐嘉樂客串評述NBA，並與丘雨勤分別到訪洛杉磯及多倫多，現場評述及採訪2011及2016年全明星賽。
張丕德之評述資料性豐富，為香港第一位於球賽評述期間以電腦輔助評述之評述員，其評述中亦不時提及美國體育文化，評述時亦極富投入感，故甚受球迷歡迎。亦因其評述資料豐富準確，故獲「籃球博士」之綽號。
2018年，加入ViuTV，與另一著名籃球評述員翁金驊合作講NBA。
2020年，張丕德和翁金驊開設《大心臟博士》Facebook專頁和YouTube頻道，和球迷分享、交流的籃球資訊。

## 外部連結
- ESPNSTAR 張丕德簡介 http://www.espnstar.com.cn/tv/emcee/emcee.asp?id=32 （页面存档备份，存于）
- 籃球博士 聲音導賞NBA （页面存档备份，存于）